# San Rafael Tamápatz
San Rafael Tamápatz är en ort i Mexiko.   Den ligger i kommunen Aquismón och delstaten San Luis Potosí, i den centrala delen av landet, 240 km norr om huvudstaden Mexico City. San Rafael Tamápatz ligger 1 039 meter över havet och antalet invånare är 566.
Terrängen runt San Rafael Tamápatz är huvudsakligen kuperad, men åt nordost är den bergig. Runt San Rafael Tamápatz är det ganska tätbefolkat, med 134 invånare per kvadratkilometer. Närmaste större samhälle är Tampate, 9,7 km öster om San Rafael Tamápatz. I omgivningarna runt San Rafael Tamápatz växer i huvudsak städsegrön lövskog.